# Малишовщина
Малишо́вщина (рос. Малышовщина) — присілок у складі Орловського району Кіровської області, Росія. Входить до складу Орловського сільського поселення.
Населення становить 13 осіб (2010, 43 у 2002).
Національний склад станом на 2002 рік — росіяни 84 %.